# Lyriek

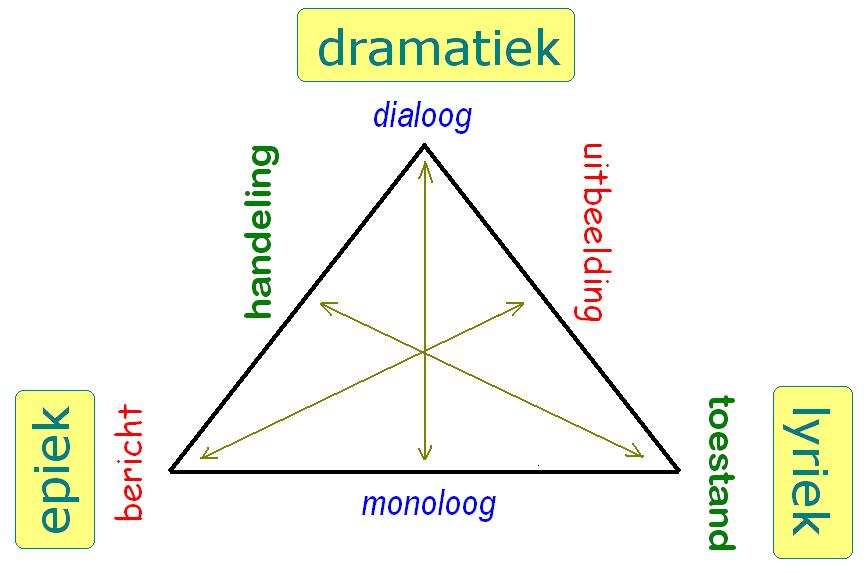
De driehoek van Petersen.

Lyriek is in de letterkunde de verzamelnaam voor teksten, meestal gedichten, die een persoonlijk gevoel uiten. Het woord is afgeleid van het Oudgriekse λύρα (lura), dat "lier" betekent. In de oorspronkelijke betekenis zijn het dus gedichten of liedteksten die met de lier begeleid kunnen worden.
De lyriek wordt als literair genre traditioneel onderscheiden van de epiek, de dramatiek en de didactiek. Het verschil met epiek zit hem erin dat bij epiek een verhaal verteld wordt, een opeenvolging van gebeurtenissen, terwijl bij lyriek gevoelens geuit worden, bijvoorbeeld een liefdesverklaring of het bezingen van de schoonheid van de natuur. Bij lyriek gaat het dus om korte, niet verhalende gedichten.
Een van de eerste lyrische dichters was Sappho. Het belangrijkste genre van de lyriek is het sonnet. Het leeuwendeel van de 19e- en 20e-eeuwse poëzie hoort ook bij de lyriek.
In de zangkunst spreekt men soms ook van een lyrische zanger(es) - en dat kan zowel een alt, bas, sopraan of tenor zijn -, waarmee dan iemand bedoeld wordt met een zoete en gracieuze zangstem. 